# XBIZ
XBIZ és una de les principals fonts de notícies i d'informacions de negocis relacionats amb la indústria de l'entreteniment per adults. A més de la seva pàgina web, XBIZ publica dues revistes mensuals sobre el comerç, les exposicions i els congressos del sector, i facilita la creació de xarxes entre els professionals de la indústria del cinema per adults, a través del contacte entre les empreses de serveis professionals en la xarxa. Els representants de l'empresa XBIZ són sovint citats en els articles dels mitjans de comunicació sobre les tendències i les pràctiques de la indústria. L'any 2003, va tenir lloc el primer lliurament dels premis XBIZ, la cerimònia ha estat creada per premiar als individus, les empreses, els artistes i els productes, que exerceixen un paper essencial en el creixement i en l'èxit de la indústria de l'entreteniment per a adults. Els premis coincideixen amb el congrés XBIZ.